# Charles Brackett
Charles William Brackett (Saratoga Springs, 26 de noviembre de 1892 - Los Ángeles, 9 de marzo de 1969) fue un novelista estadounidense que trabajó también como guionista y productor cinematográfico.

## Biografía
Charles Brackett era hijo de Edgar Truman Brackett, abogado y banquero que fue miembro del Senado de los Estados Unidos, vástago de una antigua familia cuyos orígenes se remontan a 1629, cuando su antepasado Richard Brackett llegó a la colonia de la bahía de Massachusetts (cerca de la actual ciudad de Braintree). La madre de Charles Brackett fue Mary Emma Corliss, cuyo tío, George Henry Corliss, había construido el Motor del Centenario que proporcionó energía a la Exposición del Centenario de 1876 en Filadelfia.
Brackett se graduó en 1915 en el Williams College, y se licenció en Derecho en la Universidad de Harvard. Durante la Primera Guerra Mundial combatió en las filas de la Fuerza Expedicionaria Aliada, y fue vicecónsul en la localidad francesa de Saint-Nazaire. Fue condecorado con la Medalla al Honor francesa. De regreso en los Estados Unidos, colaboró habitualmente con publicaciones como Saturday Evening Post, Colliers, y Vanity Fair. 
Su primera novela apareció por entregas en el diario Saturday Evening Post en 1920. La segunda, Week-End (1925), llamó la atención de Harold Ross, de The New Yorker, que ofreció a Brackett trabajo como crítico teatral de la prestigiosa revista. Desempeñó este puesto hasta 1929, en que fue sustituido por Robert Benchley. Durante esta época publicó otras dos novelas: That Last Infirmity (1926) y American Colony (1929). La última, Entirely Surrounded, apareció en 1934. Ed Sikov, biógrafo de Billy Wilder, comparó el estilo literario de Brackett con el de Fitzgerald.
En los años treinta se trasladó a Hollywood y empezó a trabajar como guionista cinematográfico. Antes de 1936 había trabajado en al menos siete guiones, entre ellos el de The Last Outpost (1935), película protagonizada por Cary Grant. Su mejor época como guionista llegó sin embargo cuando, a partir de 1936, empezó a colaborar con Billy Wilder, con quien firmó los guiones de un total de 13 películas, entre las que destacan clásicos como Ninotchka (1939), Bola de fuego (1941), Días sin huella (1945) y El crepúsculo de los dioses (1950). Esta última supuso el final de la colaboración entre Wilder y Brackett, cada uno de los cuales continuó su carrera en solitario. Brackett escribió y produjo en los años siguientes varias películas de éxito, entre ellas Niágara (1953), Titanic y El rey y yo (1956; sólo producción), 
No quiso participar en Double Indemnity (1944), porque la historia le pareció "sórdida y sucia", por lo que fue el novelista Raymond Chandler quien acabó escribiendo junto a Wilder el guion de esta película. 
Entre 1938 y 1939 fue presidente del Sindicato de Escritores Cinematográficos, y entre 1949 y 1955 presidió la Academia de Artes y Ciencias Cinematográficas. Recibió tres premios Óscar al mejor guion: por Días sin huella (1945), El crepúsculo de los dioses (1950) y Titanic (1953), y en 1959 se le concedió un Óscar honorario por el conjunto de su carrera.

## Premios y distinciones
Premios Óscar
| Año  | Categoría               | Película                             | Resultado |
| ---- | ----------------------- | ------------------------------------ | --------- |
| 1940 | Mejor guion             | Ninotchka                            | Nominado  |
| 1942 | Mejor guion             | Si no amaneciera                     | Nominado  |
| 1946 | Mejor guion             | Días sin huella                      | Ganador   |
| 1947 | Mejor argumento         | La vida íntima de Julia Norris       | Nominado  |
| 1949 | Mejor guion             | A Foreign Affair                     | Nominado  |
| 1951 | Mejor argumento y guion | El crespúsculo de los dioses         | Ganador   |
| 1954 | Mejor argumento y guion | Titanic (El hundimiento del Titanic) | Ganador   |
| 1958 | Óscar honorífico        | Óscar honorífico                     | Ganador   |